# Konopljuša
Konopljuša (lat. Eupatorium), rod trajnica, polugrmova i grmova iz porodice glavočika. Pripada mu 63 priznate vrste, od kojih u hrvatskoj raste E. cannabinum, narodno nazivana konjska griva i drugim imenima. Eupatorium adenophorum koja se navodi kao druga vrsta konopljuše u Hrvatskoj, ne pripada ovom rodu, nego u rod Ageratina.
Latinsko ime roda došlo je po pontskom kralju Mitridatu VI. Euipatoru, zbog mišljenja da je prvi otkrio ljekovitost konopljuše.

## Opis
Eupatorium je redefiniran tako da uključuje oko 45-50 vrsta zeljastih trajnica koje se nalaze u istočnoj Sjevernoj Americi i istočnoj Aziji. Ranije se smatralo da rod uključuje sve vrste Eupatorieae koje imaju 5-rebraste cipsele i papus od čekinja, ali opsežan rad Kinga i Robinsona koji je kulminirao u njihovom sažetku iz 1987. pokazao je da je, definiran na ovaj način, rod bio neprirodan sklop koji je trebalo razdvojiti. Eupatorium je sada definiran svojim vrhovima, koji su u osnovi dlakavi i imaju neproširene dodatke, svojim relativno malo cvjetnih glavica (do 23, ali kod mnogih vrsta 5), svojim vjenčićima, koji su ljevkasti sa suženom bazalnom cijevi, i svojim cipselama , koji imaju žlijezde, ali nemaju nastavke. U mnogim obradama, vrste Eutrochium uključene su u Eupatorium, ali dva roda kako su ovdje opisana lako se razlikuju jedan od drugoga, a nisu zabilježeni nikakvi hibridi između ova dva roda.

## Vrste
1. Eupatorium album L.
2. Eupatorium altissimum L.
3. Eupatorium amabile Kitam.
4. Eupatorium amambayense Cabrera
5. Eupatorium anomalum Nash
6. Eupatorium areniscophilum Cabrera
7. Eupatorium benguetense C.B.Rob.
8. Eupatorium camiguinense Merr.
9. Eupatorium cannabinum L.
10. Eupatorium capillifolium (Lam.) Small ex Porter & Britton
11. Eupatorium chinense L.
12. Eupatorium compositifolium Walter
13. Eupatorium cordigerum Fernald
14. Eupatorium doichangense H.Koyama
15. Eupatorium formosanum Hayata
16. Eupatorium fortunei Turcz.
17. Eupatorium glehnii F.Schmidt ex Trautv.
18. Eupatorium gnaphalioides Cabrera
19. Eupatorium godfreyanum Cronquist
20. Eupatorium hagelundii Matzenb.
21. Eupatorium hualienense C.H.Ou, S.W.Chung & C.I Peng
22. Eupatorium hyssopifolium L.
23. Eupatorium japonicum Thunb.
24. Eupatorium laciniatum Kitam.
25. Eupatorium lancifolium Small
26. Eupatorium leonardii Ferreras & E.E.Lamont
27. Eupatorium leptophyllum DC.
28. Eupatorium leucolepis Torr. & A.Gray
29. Eupatorium lindleyanum DC.
30. Eupatorium linearifolium Walter
31. Eupatorium lineatum Sch.Bip. ex Baker
32. Eupatorium luchuense Nakai
33. Eupatorium maracayuense Chodat
34. Eupatorium maritimum E.E.Schill.
35. Eupatorium mikanioides Chapm.
36. Eupatorium mohrii Greene
37. Eupatorium nanchuanense Y.Ling & C.Shih
38. Eupatorium novae-angliae (Fernald) V.I.Sullivan ex A.Haines & Sorrie
39. Eupatorium omeiense Y.Ling & C.Shih
40. Eupatorium paludicola E.E.Schill. & LeBlond
41. Eupatorium perfoliatum L.
42. Eupatorium petaloideum Britton
43. Eupatorium pilosum Walter
44. Eupatorium pinnatifidum Elliott
45. Eupatorium quaternum DC.
46. Eupatorium resinosum Torr. ex DC.
47. Eupatorium rosengurttii Cabrera
48. Eupatorium rotundifolium L.
49. Eupatorium sambucifolium Elmer
50. Eupatorium semiamplexifolium G.S.S.Almeida & Carv.-Okano
51. Eupatorium semiserratum DC.
52. Eupatorium serotinum Michx.
53. Eupatorium sessilifolium L.
54. Eupatorium shimadai Kitam.
55. Eupatorium subvenosum (A.Gray) E.E.Schill.
56. Eupatorium sullivaniae E.E.Schill.
57. Eupatorium tashiroi Hayata
58. Eupatorium × tawadae Kitam.
59. Eupatorium toppingianum Elmer
60. Eupatorium variabile Makino
61. Eupatorium yakushimaense Masam. & Kitam.